# Elsmere (Kentucky)
Elsmere és una població dels Estats Units a l'estat de Kentucky. Segons el cens del 2000 tenia 8.139 habitants.

## Demografia
Segons el cens del 2000, Elsmere tenia 8.139 habitants, 3.001 habitatges, i 2.223 famílies. La densitat de població era de 1.257 habitants/km².
Dels 3.001 habitatges en un 39,8% hi vivien nens de menys de 18 anys, en un 53,4% hi vivien parelles casades, en un 15,3% dones solteres, i en un 25,9% no eren unitats familiars. En el 20,4% dels habitatges hi vivien persones soles el 6,3% de les quals corresponia a persones de 65 anys o més que vivien soles. El nombre mitjà de persones vivint en cada habitatge era de 2,71 i el nombre mitjà de persones que vivien en cada família era de 3,12.
Per edats la població es repartia de la següent manera: un 28,5% tenia menys de 18 anys, un 9,3% entre 18 i 24, un 36,2% entre 25 i 44, un 17,9% de 45 a 60 i un 8,1% 65 anys o més.
L'edat mediana era de 31 anys. Per cada 100 dones de 18 o més anys hi havia 93,7 homes.
La renda mediana per habitatge era de 42.262 $ i la renda mediana per família de 46.280 $. Els homes tenien una renda mediana de 36.239 $ mentre que les dones 26.665 $. La renda per capita de la població era de 17.959 $. Entorn del 7,6% de les famílies i el 8,2% de la població estaven per davall del llindar de pobresa.

## Poblacions més properes
El següent diagrama mostra les poblacions més properes.